# Мятлик Альберта
Мятлик Альберта или мятлик оттянутый (лат. Poa alberti) — вид травянистых растений рода Мятлик (Poa) семейства Злаки (Poaceae).
Вид назван в честь швейцарско-российского ботаника Альберта Регеля.

## Ботаническое описание
Многолетний злак высотой 5—20 см. Стебли от основания восходящие, прямые, тонкие, шероховатые, до середины облиственные. Листья  0,5—1,5 мм шириной, короткие, жесткие, обычно вдоль сложенные. Язычок длиной  1,5—2 мм, тупой. Соцветие - метёлка узкая, плотная, веточки метелки густо покрыты шипиками, длиной 4—7 см. Колоски длиной 3—4,5 мм, ланцетные, зеленоватые или фиолетовые, с 3—5 цветками.  Цветение и плодоношение июнь — июль.

## Распространение и экология
Встречается в Монголии, западной части Китая, в Средней Азии на Джунгарском Алатау, хребте Тарбагатай, в северном и центральном Тянь-Шане. В России встречается на Алтае и в южной части Дальнего Востока.
Встречается на каменистых склонах, галечниках, в нагорных степях. Распространен в сообществах среднего и верхнего горных поясов, но спускается до побережья Байкала.
Перекрестно опыляемое растение. Размножается семенами и вегетативно.
Засухоустойчив и мирится с значительным засолением, напоминая этим виды бескильницы (Puccinellia).

## Значение и применение
Прекрасно поедается всеми видами домашнего скота на пастбище и в сене. После стравливания, даже низкого производимого овцами, быстро отрастает и даёт прекрасно поедаемую отаву. Хорошо переносит вытаптывание. Легко размножается семенами.
| Фаза         | Воды (%) | От абсолютного сухого вещества в % | От абсолютного сухого вещества в % | От абсолютного сухого вещества в % | От абсолютного сухого вещества в % | От абсолютного сухого вещества в % |
| Фаза         | Воды (%) | золы                               | протеина                           | жира                               | клетчатки                          | БЭВ                                |
| ------------ | -------- | ---------------------------------- | ---------------------------------- | ---------------------------------- | ---------------------------------- | ---------------------------------- |
| Плодоношение | 6,5—7,3  | 10,7                               | 11,5—12,9                          | 2,8—3,1                            | 19,4—21,8                          | 48,4—54,8                          |

Растение богато протеином и характеризуется как высококачественный корм. Содержание клетчатки низко даже в стадии плодоношения.